# Wander Melo
Wander José de Melo (Rondonópolis, 17 de outubro de 1962) é uma artista plástico, pintor e desenhista brasileiro.

## Biografia e carreira
Melo foi revelado pelo 3.º Salão Jovem Arte de Mato Grosso (Cuiabá, 1978). O artista participou de várias edições do evento, tendo recebido o prêmio destaque na 18.ª edição delas. Também integrou o 11.º Salão de Artes Plásticas do Mato Grosso do Sul, onde recebeu menção honrosa.
Em 1998, participou da exposição “Retratando Mato Grosso”, na fundação UNESCO em Porto, Portugal. Melo já expôs suas obras no Museu de Arte e Cultura Popular da Universidade Federal de Mato Grosso (MACP/UFMT). Ele também apresentou suas criações em diversas cidades do Brasil, entre elas Brasília e São Paulo.
Em sua obra, Melo evidencia a preocupação tanto com os questões sociais como ecológicas, representando cenas da flora e fauna regionais, além de temas do cotidiano, fatos corriqueiros ou históricos.
Ao longo da carreira recebeu diversas premiações, como por exemplo: o Segundo Prêmio no 4.º Salão de Arte do Festival da Primavera, realizado em 1997 em Rondonópolis; o Prêmio Destaque no 18.º Salão Jovem Arte Mato-Grossense, em 1998 em Cuiabá; o Primeiro Prêmio participou do Concurso de 50 Anos da Escola Sagrado Coração de Jesus, que ocorreu em 1998 em Rondonópolis; o Segundo Prêmio no 1.º Salão de Artes Plásticas de Rondonópolis, em 2002.